# Битва при Инабе
Битва при Ина́бе (или Битва при Ард аль-Хатиме) — сражение объединенной армии антиохийцев и ассасинов под командованием Раймунда де Пуатье и Али ибн-Вафы против войск сирийского атабека Нур ад-Дина Занги 29 июня 1149 года. Крупнейшее сражение Второго крестового похода, в котором Нур ад-Дин Занги уничтожил союзную армию, разграбил Антиохию и занял восточные земли христианского княжества.

## Предыстория
После смерти отца атабека Нур ад-Дина Занги, Имад ад-Дина Занги, в 1146 году Раймунд де Пуатье вторгся в провинцию Алеппо. Однако в 1147 году Нур ад-Дин Занги вернул себе контроль над Алеппо и успешно защитил Дамаск от крестоносцев. После этого в конце 1148 года он вторгся в Антиохийское княжество и осадил Апамею. Раймунд де Пуатье разбил его и захватил его обоз. Когда атабек вернулся через несколько месяцев, чтобы напасть на Ягру, Раймунд де Пуатье во главе небольшой армии вновь заставил его уйти в Алеппо.
В июне 1149 года Нур ад-Дин Занги вновь вторгся в Антиохийское княжество и при поддержке правителя Дамаска Унура и туркменов осадил крепость Инаб. Атабек располагал примерно 6 000 воинов, в основном конных. Раймунд де Пуатье и его сосед, граф Жослен II Эдесский, были врагами с тех пор, как Раймунд де Пуатье отказался отправить армию в помощь Эдессе в 1146 году. Жослен II даже заключил союз с Нур ад-Дином Занги против Раймунда. В свою очередь Раймунд II, граф Триполи, и Мелисенда Иерусалимская также отказались помочь князю Антиохии. Чувствуя уверенность после двух предыдущих побед над Нур ад-Дином Занги, Раймунд де Пуатье выступил в поход в одиночку с армией из 400 рыцарей и 1 000 пехотинцев.

## Битва
Раймунд де Пуатье вступил в союз с Али ибн-Вафой, лидером ассасинов и врагом Нур ад-Дина Занги. Прежде, чем атабек собрал все свои силы для осады Инаба, Раймунд и его союзник начали поход для помощи крепости. Пораженный слабостью антиохийской армии, атабек сначала подозревал, что это был только авангард, а основная франкская армия должна была скрываться поблизости. При приближении объединенных сил Нур ад-Дин Занги снял осаду Инаба и удалился. Вместо того, чтобы укрыться за стенами крепости, Раймунд де Пуатье и ибн-Вафа встали лагерем в открытой местности. Как только разведчики доложили Занги, что противник устроился на ночлег в незащищенном месте и не получает подкреплений, атабек в течение ночи быстро окружил вражеский лагерь.
29 июня войска Занги атаковали и уничтожили антиохийскую армию. Имея возможность бежать, Раймунд де Пуатье отказался покинуть своих воинов. Раймунд был человеком «огромного роста» и убил нескольких врагов, напавших на него. Тем не менее, Раймунд де Пуатье и ибн-Вафа были убиты. Большая часть территории Антиохийского княжества была теперь открыта для Нур ад-Дина Занги, наибольшую ценность представляло побережье Средиземного моря. Нур ад-Дин Занги выехал на берег и в подтверждение своей победы искупался в море.

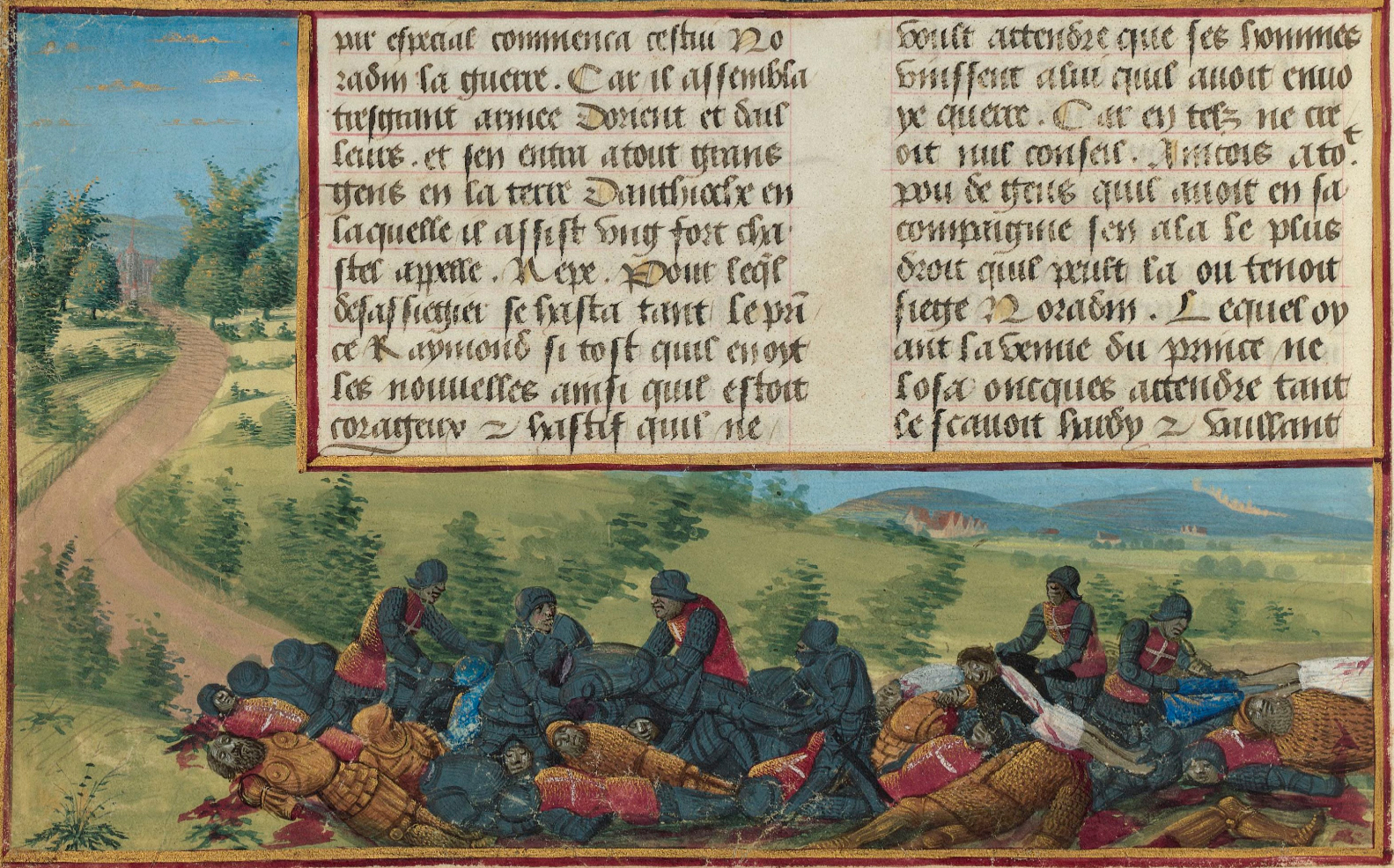
Обнаружение тела Раймунда после битвы. Миниатюра Жана Коломба из книги Себастьена Мамро «Походы французов за море против турок, сарацин и мавров» (1474).

Вильгельм Тирский объяснял поражение антиохийцев опрометчивостью Раймунда. Некоторые современные историки считают поражение крестоносцев под Инабом не менее «катастрофичным, чем поражение в битве на Кровавом поле» поколением раньше. При этом отмечается, что оно «не стало переломным, и его не следует рассматривать в контексте Второго крестового похода».

## Последствия
После победы Нур ад-Дин Занги пошел на захват крепостей Артах, Харим и Имм, которые защищали подход к самой Антиохии. После этого он послал главную часть своей армии осаждать Апамею. После разграбления региона он осадил Антиохию, которая осталась практически беззащитной после гибели своего правителя и его армии. Город разделился на партию капитуляции и партию сопротивления. Последние, во главе с вдовой Раймунда, Констанцией, и патриархом Эмери Лиможским, возобладали, и Нур ад-Дин Занги был вынужден согласиться на откуп из сокровищ патриарха. Атабек разграбил земли вокруг монастыря Святого Симеона, а затем вновь отправился осаждать Апамею.
Получив известие о том, что король Балдуин III Иерусалимский вышел на север во главе армии, чтобы снять осаду, Нур ад-Дин Занги начал переговоры. Граница между Антиохией и Алеппо была смещена в пользу атабека на запад, и армии отправились домой. Жослен II Эдесский вскоре обнаружил, что гибель его врага Раймунда поставила его собственные владения в опасное положение. Жослен II в следующем, 1150 году был захвачен Нур ад-Дином Занги, и Эдесское графство пало, перейдя в руки мусульман.
После победы под Инабом Нур ад-Дин Занги стал героем во всем исламском мире. Его целью стало уничтожение государств крестоносцев, а также укрепление ислама путём джихада. Он открыл религиозные школы и новые мечети в Алеппо и изгнал тех, кого считал еретиками, особенно шиитов. Нур ад-Дин Занги пошел на захват остатков графства Эдесса и захватил контроль над Дамаском в 1154 году, что ещё больше ослабило государства крестоносцев.